# Cảnh sát Hoàng gia Thái Lan
Công an Hoàng gia Thái Lan (tiếng Thái: สำนักงานตำรวจแห่งชาติ) là lực lượng công an của Thái Lan. Toàn lực lượng có quân số khoảng 230.000 người, chiếm khoảng 17% tổng số công chức (không tính quân đội và nhân viên các doanh nghiệp nhà nước). Công an Hoàng gia Thái Lan thường được xem là lực lượng vũ trang thứ tư của nước này vì truyền thống, khái niệm, văn hóa, kỹ năng và đào tạo gần giống với Quân đội Hoàng gia Thái Lan. Hầu hết các chiến sĩ Công an Hoàng gia cần phải tốt nghiệp Trường dự bị Lực lượng Vũ trang trước khi vào các trường Công an Hoàng gia, cũng trải qua khóa huấn luyện bán quân sự tương tự như quân đội nhưng tập trung vào việc thi hành pháp luật.
Về việc ai là lãnh đạo: Tính đến ngày 24 tháng 6 năm 2024, nguyên Thủ tướng Srettha Thavisin "vẫn chưa chấp thuận việc phục chức cho Đại tướng Torsak Sukvimol". Đầu tháng đó, phương tiện truyền thông đưa tin rằng Torsak đã được phục chức Tổng cục trưởng Tổng cục Công an. Trước đó ngày 20 tháng 3 năm 2024, Kitrat Panphet giữ quyền Tổng cục trưởng; tuy nhiên, Torsak vẫn là Tổng cục trưởng trong khi đã được chuyển đến một vị trí không hoạt động tại văn phòng Thủ tướng; vào ngày chuyển giao, Torsak đã họp với Thủ tướng. Tính đến ngày 21 tháng 3, Đại tướng Winai Thongsong "cho biết [...] rằng ông vẫn không thể xác nhận liệu cuộc điều tra có kết thúc trong vòng 60 ngày được giao hay trước khi" Torsak nghỉ hưu vào tháng 9.
Đại tướng Kitrat Piphanet hiện là Tổng cục trưởng Tổng cục Công an, được bổ nhiệm vào tháng 10 năm 2024.

## Lịch sử

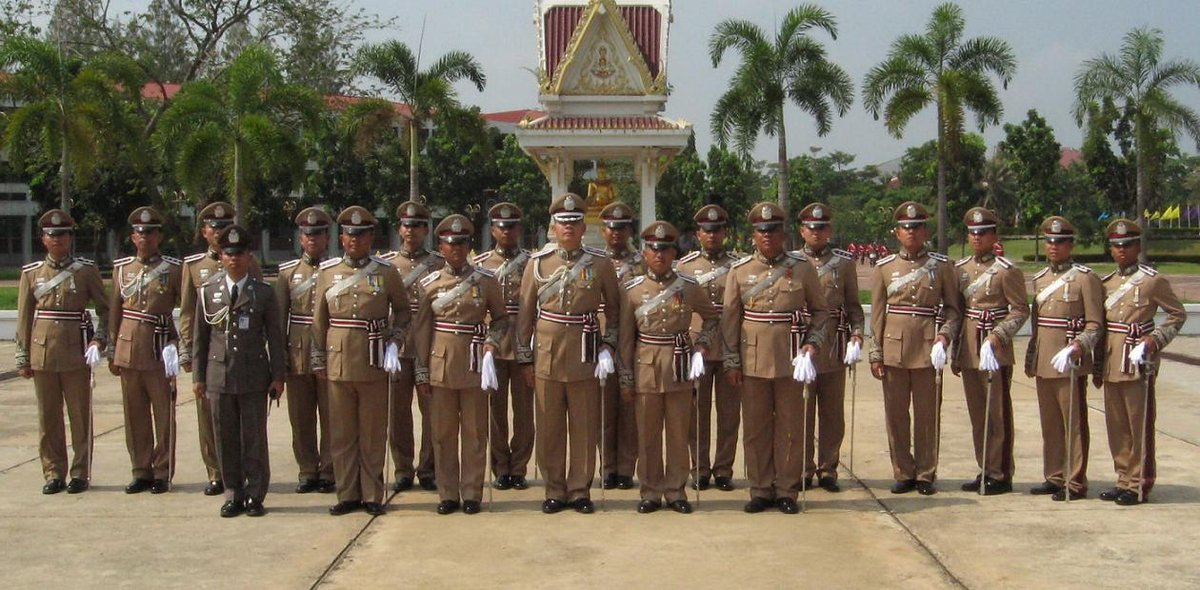
Các sĩ quan Công an Hoàng gia Thái Lan

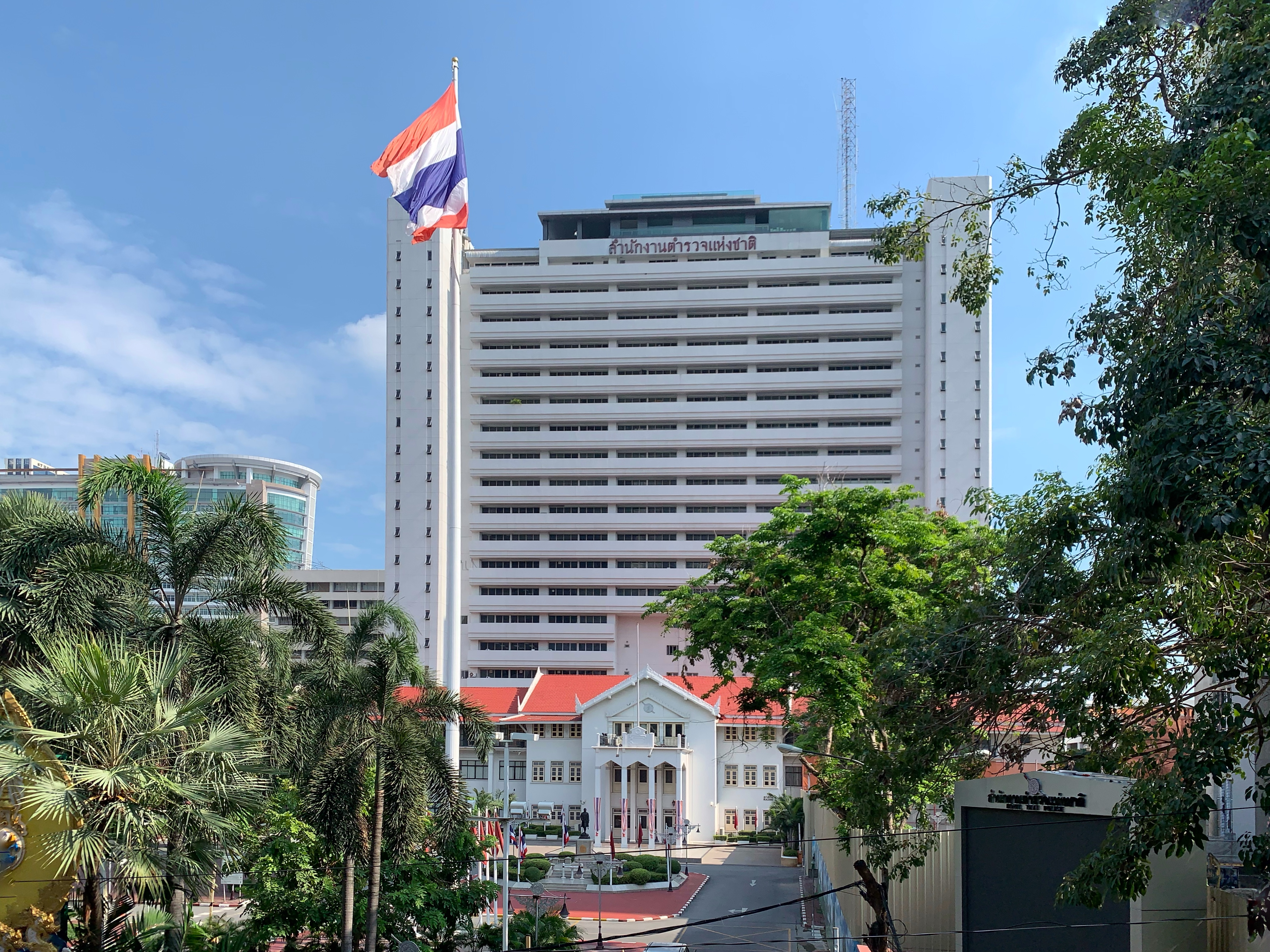
Trụ sở Tổng cục Công an, Pathum Wan, Bangkok

Cho đến thế kỷ 19, quân nhân Lực lượng Vũ trang Hoàng gia Thái Lan, ngoài nhiệm vụ bảo vệ quốc gia, còn thực hiện nhiệm vụ thực thi pháp luật cùng với các công chức tận tụy. Trách nhiệm về luật pháp và trật tự được chia thành sáu bộ do các chưởng ấn đứng đầu (trong thời kỳ Ayutthaya và Thonburi); trong thời chiến, các đơn vị công an nằm dưới sự chỉ huy của hoàng gia như một phần của quân đội. Chỉ trong thời trị vì của vua Mongkut (Rama IV) và vua Chulalongkorn (Rama V), quốc gia này mới chứng kiến một cuộc cải cách lớn và sự Tây hóa của lực lượng thi hành pháp luật để thích ứng với tình hình và nhu cầu thay đổi của đất nước. Đến năm 1902, Học viện Cảnh sát Hoàng gia được thành lập để đào tạo các chiến sĩ Công an tương lai. Cùng năm đó, vua Chulalongkorn đã ban tặng cho lực lượng Công an biểu tượng riêng của mình là thanh kiếm Phra Saeng (พระแสงดาบ) và tấm khiên xua đuổi mọi điều xấu Chaturmuk (จตุรมุข). Năm 1915, lực lượng Công an tỉnh và thành phố đã được hợp nhất thành một tổ chức quốc gia trực thuộc Bộ Nội vụ (thành lập năm 1894).
Ban đầu được mô phỏng theo lực lượng công an quốc gia Nhật Bản trước Thế chiến II, Công an Quốc gia Thái Lan đã được tổ chức lại nhiều lần để đáp ứng nhu cầu an ninh nội bộ và trật tự công cộng đang thay đổi. Lời khuyên, đào tạo và trang thiết bị của Mỹ, được cung cấp từ năm 1951 đến đầu những năm 1970, đã góp phần lớn vào việc giới thiệu các khái niệm và hoạt động thi hành pháp luật mới và hỗ trợ quá trình hiện đại hóa lực lượng. Trong thời kỳ này, sức mạnh và hiệu quả của lực lượng công an đã tăng lên đều đặn.
Tất cả các đơn vị của tổ chức công an đều do trụ sở Công an Quốc gia tại Bangkok quản lý, nơi cung cấp hỗ trợ kỹ thuật cho các hoạt động thi hành pháp luật trên khắp vương quốc. Các đơn vị hoạt động chính của lực lượng là Công an vùng, Công an thủ đô, Cảnh sát tuần tra biên giới và các đơn vị chuyên biệt nhỏ hơn do Cục điều tra trung ương giám sát.
Vào giữa năm 1987, tổng quân số của Công an Quốc gia Thái Lan, bao gồm cả nhân viên hành chính và hỗ trợ, ước tính khoảng 110.000 người. Hơn một nửa lực lượng được phân công về Công an vùng, khoảng 40.000 người cho lực lượng Tuần tra biên giới và hơn 10.000 người phục vụ tại Công an Thủ đô. Công an Quốc gia Thái Lan có tính chất bán quân sự, được lãnh đạo bởi Tổng giám đốc, mang cấp bậc hàm Đại tướng. Hỗ trợ bởi ba Phó Tổng giám đốc và năm Trợ lý Tổng giám đốc, tất cả đều mang cấp bậc hàm Thượng tướng. Trong toàn bộ hệ thống, tất cả các cấp bậc hàm ngoại trừ cấp thấp nhất (chiến sĩ) đều tương ứng với cấp bậc quân hàm của quân đội. Sự gia tăng các cấp bậc hàm cao trong cơ cấu tổ chức bộ máy giống như trong quân đội, cho thấy tác động chính trị của lực lượng đối với đời sống quốc gia.
Năm 1998, Công an Quốc gia Thái Lan được chuyển từ trực thuộc Bộ Nội vụ sang trực thuộc Văn phòng Thủ tướng. Lực lượng được đổi tên thành "Công an Hoàng gia Thái Lan". Chức danh lãnh đạo được đổi tên từ "Tổng giám đốc Công an Quốc gia Thái Lan" thành "Tổng cục trưởng Tổng cục Công an".

## Nhân sự

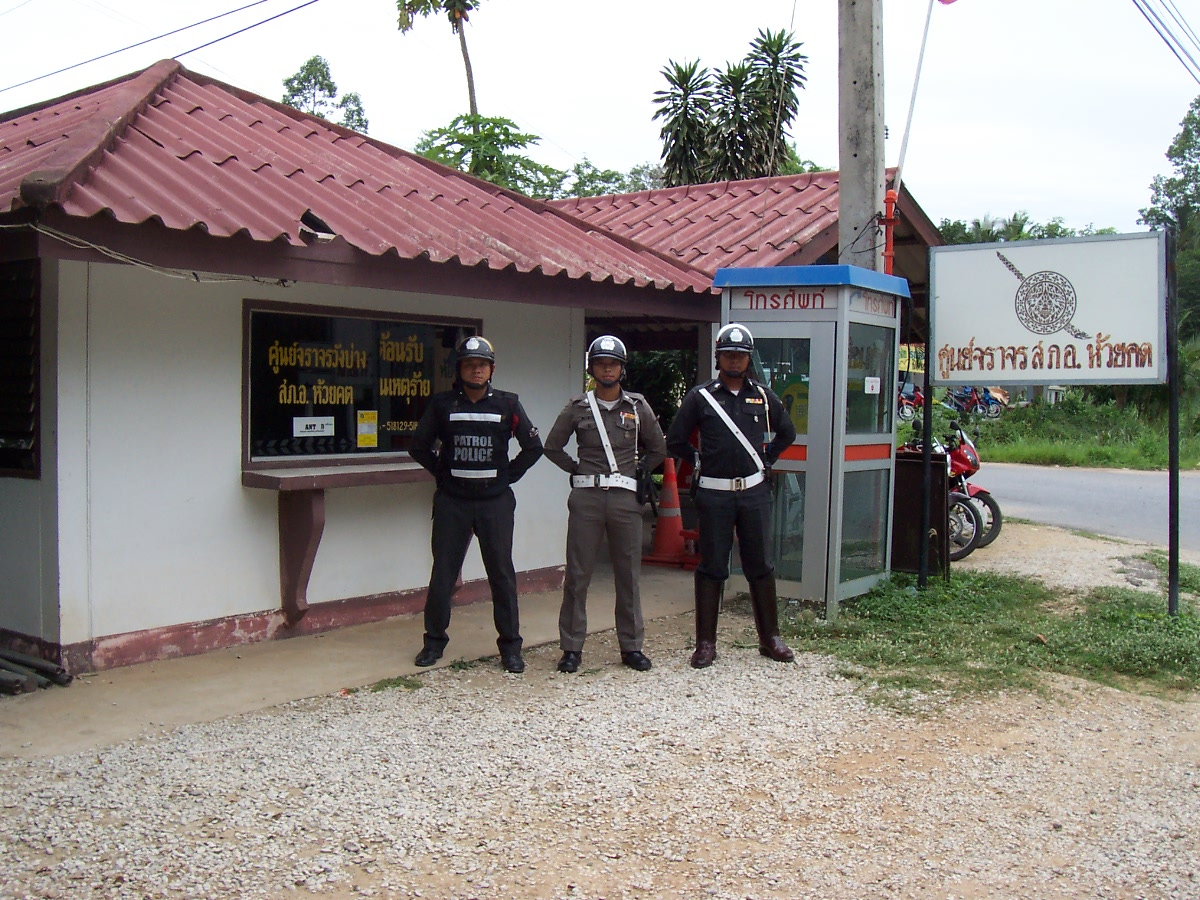
Cảnh sát giao thông ở Uthai Thani

Khoảng 8% (18.400 người) tổng số lực lượng công an của Thái Lan là phụ nữ. Để so sánh, ở Philippines, tỷ lệ nữ công an là 20%, ở Malaysia là 18% và ở Thụy Điển là 30%, nơi có tỷ lệ nữ công an cao nhất thế giới. Trong số 8.000 điều tra viên của Công an Hoàng gia Thái Lan thì có 400 người là phụ nữ.
Vào năm 2009, phụ nữ lần đầu tiên được nhận vào các trường Công an Hoàng gia. Kể từ đó, các trường đã đào tạo được khoảng 700 nữ công an. Bắt đầu từ lớp tuyển sinh năm học 2019, 280 suất dành riêng cho phụ nữ trước đây đã bị hủy bỏ. Đầu năm 2018, Tổng cục Công an đã cấm phụ nữ đảm nhiệm các chức vụ "điều tra viên". Lý do đưa ra là phụ nữ bị cản trở bởi trách nhiệm gia đình, do đó kém hiệu quả hơn nam. Phụ nữ vẫn có thể trở thành công an thông qua các con đường khác. Ví dụ, phụ nữ có bằng luật sẽ được tuyển dụng.
Nguyên Tổng cục trưởng Tổng cục Công an Chakthip Chaijinda cho rằng việc cấm phụ nữ gia nhập các trường công an là do chính sách mới của Bộ Quốc phòng rằng tất cả học viên các trường phải trải qua giai đoạn đào tạo ban đầu tại Trường Dự bị Lực lượng Vũ trang vốn chỉ dành cho nam. Những người chỉ trích cho rằng chính sách mới này vi phạm Đạo luật Bình đẳng giới năm 2015, hiến pháp, chiến lược quốc gia 20 năm của Thái Lan cũng như các công ước quốc tế cấm phân biệt đối xử về giới.

## Tổ chức
Công an Hoàng gia Thái Lan được chia thành nhiều vùng và lực lượng, mỗi khu vực có quyền hạn riêng.

### Công an Thủ đô

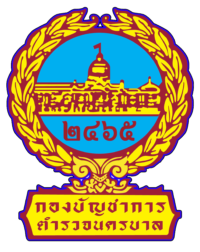
Biểu tượng Công an Thủ đô

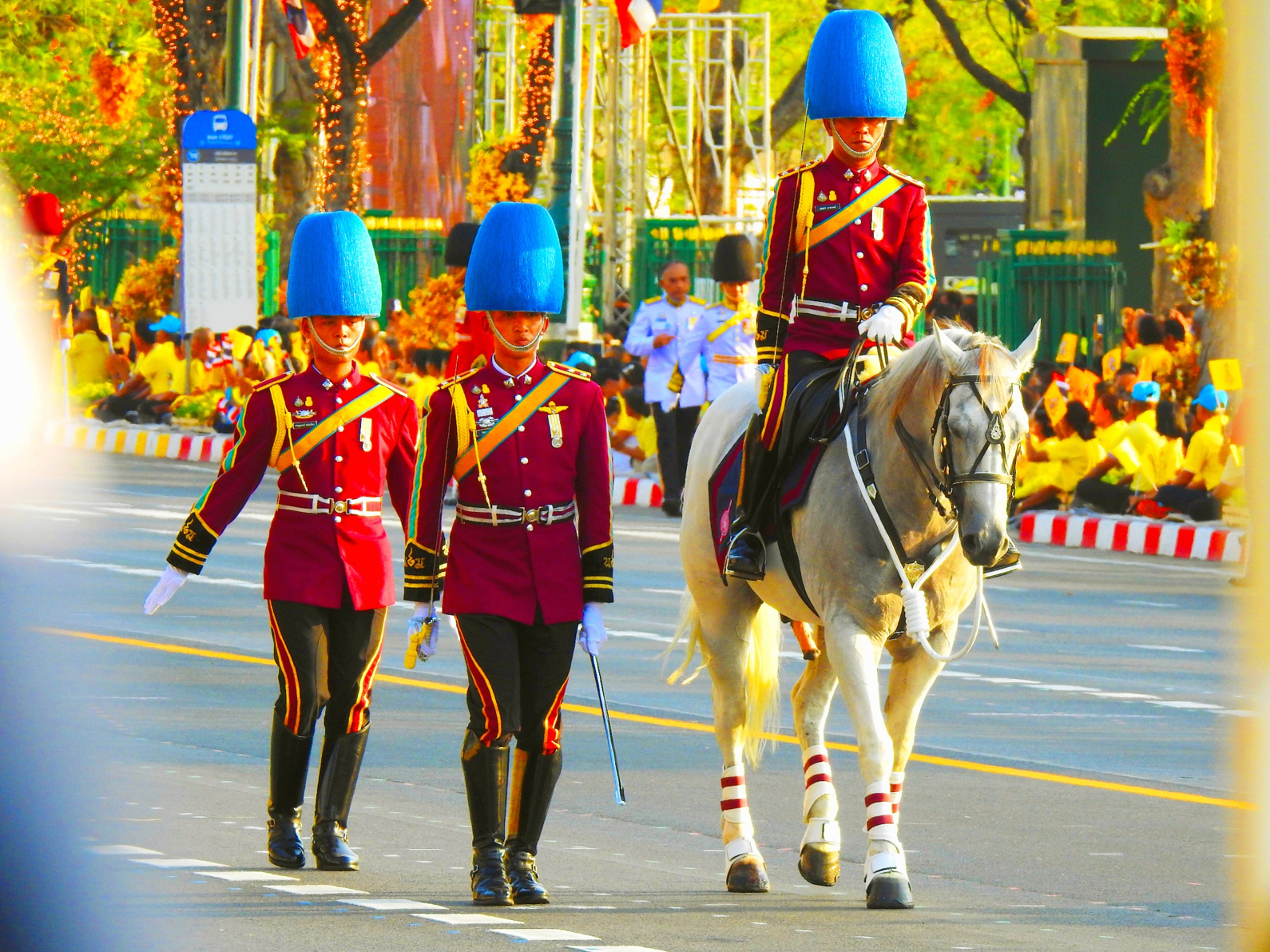
Cảnh sát kỵ binh của Đội tuần tra và hoạt động đặc biệt thuộc Công an Thủ đô

Công an thành phố Bangkok chịu trách nhiệm thực thi pháp luật cho thủ đô Bangkok và các vùng ngoại ô, lực lượng này có lẽ là đơn vị dễ thấy và dễ nhận biết nhất trong tất cả các lực lượng. Lực lượng này hoạt động dưới sự lãnh đạo của Giám đốc mang cấp bậc hàm Thượng tướng, hỗ trợ bởi sáu Phó Giám đốc. Về mặt tổ chức, Công an thành phố Bangkok được chia thành ba lực lượng, mỗi lực lượng chịu trách nhiệm về một trong ba khu vực: Bắc Bangkok, Nam Bangkok và Thonburi. Tính đến năm 2019, có 88 đồn công an trên khắp thủ đô, mỗi đồn có 30-200 công an trực thuộc. Ngoài việc tuần tra bộ binh khắp thành phố thì còn duy trì các đơn vị cơ giới, chó nghiệp vụ, bảo vệ tòa nhà, chuyên gia kiểm soát giao thông và nhân viên thực thi pháp luật được đào tạo để đối phó với trẻ vị thành niên. Phòng Cảnh sát Giao thông cũng cung cấp đội hộ tống và đội Danh dự cho nhà vua và các chức sắc đến thăm, đóng vai trò là lực lượng kiểm soát bạo loạn để ngăn chặn các cuộc biểu tình và giải tán đám đông hỗn loạn ở Bangkok.
- Phòng Cảnh sát Giao thông Công an thành phố Bangkok bắt đầu hoạt động vào năm 1927 với tên gọi "Phòng Đăng ký". Phòng Cảnh sát giao thông chịu trách nhiệm tuần tra các con đường trong phạm vi trách nhiệm. Ngoài nhiệm vụ tuần tra đường bộ nói chung, họ còn làm việc để cải thiện an toàn đường bộ, giải quyết các tội phạm về phương tiện và tội phạm sử dụng mạng lưới đường bộ. Hỗ trợ các đơn vị khác khi liên tục tuần tra như một phần nhiệm vụ tuần tra của mình.[24]
- Phòng tuần tra và hoạt động đặc biệt (Cảnh sát đặc nhiệm 191) là đơn vị chỉ huy trực tiếp của Đơn vị hoạt động đặc biệt Arintharat 26.
- Phòng Bảo vệ và Kiểm soát Đám đông được thành lập vào năm 2009. Cơ quan này có nhiệm vụ bảo vệ an toàn cho Nhà vua, Nữ hoàng, gia đình hoàng gia, khách đại diện hoàng gia và kiểm soát đám đông.

## Trang phục
Trang phục của Công an Hoàng gia Thái Lan rất đa dạng tùy theo từng cấp bậc, khu vực và loại nhiệm vụ được thực hiện. Một số lực lượng có đồng phục giống với quân phục của quân đội hơn các lực lượng thông thường.
Ngoài ra, tất cả các nam giới trong lực lượng công an đều phải cạo tóc hai bên và sau đầu, để lại một phần tóc ngắn ở đỉnh đầu. Kiểu tóc này có tên gọi là Ba bên trắng (tiếng Thái: ขาวสามด้าน, RTGS: khao sam dan), nó bắt nguồn từ các cận vệ của vua Vajiralongkorn. Họ nổi tiếng với kiểu tóc cắt ngắn, theo yêu cầu của quốc vương. "Đó là một thông lệ của hoàng gia", một tướng công an đã nghỉ hưu cho biết. "... tất cả chúng tôi đều phục vụ Bệ hạ... Trông đẹp lắm... Nó không làm hại ai cả."

## Các lãnh đạo đáng chú ý
- Phao Sriyanond (còn gọi là "Pao Sriyanond") là Tổng giám đốc Công an Quốc gia Thái Lan từ năm 1951 đến năm 1957.
- Sarit Thanarat là Tổng giám đốc Công an Quốc gia Thái Lan từ năm 1959 đến năm 1963.
- Praphas Charusathien là Tổng giám đốc Công an Quốc gia Thái Lan từ năm 1963 đến năm 1973.
- Pao Sarasin là Tổng giám đốc Công an Quốc gia Thái Lan từ năm 1987 đến năm 1989.
- Pratin Santiprapop là Tổng giám đốc Công an Hoàng gia Thái Lan từ năm 1994 đến năm 1994.
- Isarapong Noonpakdee là Tổng giám đốc Công an Hoàng gia Thái Lan vào năm 1992.
- Poj Boonyajinda là Tổng giám đốc Công an Hoàng gia Thái Lan từ năm 1994 đến năm 1997.
- Pracha Promnok là Tổng giám đốc cuối cùng của Công an Hoàng gia Thái Lan từ năm 1997 đến năm 1998 và là Tổng cục trưởng Tổng cục Công an đầu tiên từ năm 1998 đến năm 2000.
- Sant Sarutanon là Tổng cục trưởng Tổng cục Công an từ năm 2001 đến năm 2004.
- Kowit Wattana là Tổng cục trưởng Tổng cục Công an từ năm 2004 đến năm 2007 và được tái bổ nhiệm làm Tổng cục trưởng Tổng cục Công an từ ngày 10 tháng 9 năm 2007 đến ngày 30 tháng 9 năm 2007 (ngày nghỉ hưu bắt buộc của ông). Ông là Tổng cục trưởng đầu tiên đến từ Cảnh sát Biên phòng.[26]
- Sereepisuth Temeeyaves là Tổng cục trưởng Tổng cục Công an từ ngày 1 tháng 10 năm 2007 đến tháng 4 năm 2008.[27][28] Được chính quyền quân sự bổ nhiệm làm Phó Tổng cục trưởng. Là một sĩ quan công an, ông nổi tiếng với việc nhắm mục tiêu vào các thủ lĩnh mafia.[29] Ông đã bị chính quyền dân cử của Samak Sundaravej cách chức vào tháng 4 năm 2008 với cáo buộc tham nhũng. Tuy nhiên, những người ủng hộ ông tuyên bố rằng những cáo buộc này là công việc được dựng lên để trừng phạt ông vì đã truy tố nhiều vụ án chống lại cựu Thủ tướng Thaksin Shinawatra bị quân đội phế truất.
- Somyot Poompanmoung là Tổng cục trưởng Tổng cục Công an từ năm 2014 đến năm 2015.
- Chakthip Chajinda là Tổng cục trưởng Tổng cục Công an giữ chức vụ lâu nhất từ năm 2015 đến năm 2020.
- Suwat Jangyodsuk là Tổng cục trưởng Tổng cục Công an từ năm 2020 cho đến khi nghỉ hưu vào năm 2022.